# Eddie Rosario
Eddie Manuel Rosario (ur. 28 września 1991) – portorykański baseballista występujący na pozycji lewozapolowego w Minnesota Twins.

## Przebieg kariery
W czerwcu 2010 został wybrany w czwartej rundzie draftu przez Minnesota Twins i początkowo grał w klubach farmerskich tegio zespołu, między innymi w Rochester Red Wings, reprezentującym poziom Triple-A. W marcu 2013 wraz z reprezentacją Portoryko zdobył srebrny medal na turnieju World Baseball Classic.
W Major League Baseball zadebiutował 6 maja 2015 w meczu przeciwko Oakland Athletics, w którym zdobył home runa, po narzucie Scotta Kazmira w swoim pierwszym podejściu do odbicia, zostając 29. zawodnikiem w historii MLB, który tego dokonał po pierwszym narzucie.